# Euchrysops abyssinica
Euchrysops abyssinica is een vlinder uit de familie van de Lycaenidae. De wetenschappelijke naam van de soort is voor het eerst geldig gepubliceerd in 1922 door Aurivillius.